# Ячменная крупа
Ячменная крупа — ряд круп из ядер ячменя, используемых в различных кухнях мира в качестве основы для каш и гарниров, для суповой засыпки. В зависимости от способа обработки ядра выделяются перловая крупа и ячневая крупа.
Наиболее распространённый вид — перловая крупа, получаемая из дроблёного до ядер зерна стекловидных и полустекловидных сортов ячменя с использованием шлифовки и полировки. Известна в русской кухне (чаще всего как каша), итальянской кухне (ордзотто — ячменный аналог ризотто). В западно-европейской кулинарной традиции встречается реже, в основном как второстепенный наполнитель в стью, рагу, супах.
Ячневая крупа получается дроблением ядер без шлифовки и полировки, в отличие от перловой крупы, зерно предварительно освобождается не только от цветочных плёнок, но и плодовых оболочек. Продукт состоит из небольших гранул неправильной формы с острыми гранями, в основном применяют для каш. В промышленных масштабах производилась в СССР.   
Пищевая ценность ячменных круп близка к таковой пшеничных круп. Ячменные крупы содержат до 87% крахмала при размере крахмальных зёрен до 12 мкм, что обуславливает сравнительно долгое приготовление.